# تانيا تشوا
تانيا تشوا (بالصينية: 蔡健雅) و (بالإنجليزية: Tanya Chua)‏ هي مغنية وكاتبة أغاني سنغافورية ولدت في يوم 28 يناير 1975 في سنغافورة، فازت هذه المغنية 3 مرات بجائزة ميلودي الذهبية لأفضل مغنية صينية وألتي تمنحها وزارة الثقافة في تايوان.

## حياتها ومسيرتها الموسيقية
تشوا ولدت في سنغافورة من عائلة ذات أصول صينية وكانت الأصغر لأختين لها، إلتحق بمدرسة مدرسة سانت نيكولاس الصينية للفتيات وتخرجت بدبلوم إدارة أعمال في 1996، وثم بدأت تغني بالإنجليزية وأصدرت أول ألبوم إنجليزي لها باسم Bored في 1997 وكانت أول سنغافورية تفوز في مهرجان آسيا الموسيقي في 1998 لتبدأ التعلم في معهد الموسيقيين في هوليوود وكاليفورنيا والولايات المتحدة.
ثم تعاقدت فيما بعد بشركة يونيفرسال الموسيقية في تايوان في 1998 وأطلقت أول ألبوم لها باللغة الصينية المندرانية باسم Breathe في 1999 وقد كان يضم الألبوم أغاني إنجليزية أيضاً، وفي 2001 غنت لبلدها سنغافورة في مهرجان اليوم الوطني حيث غنت أغنية Where I Belong.
في 2003 تعاقدت مع مجموعة وورنر الموسيقية في تايوان وأطلقت ألبوم Stranger في 2003 فحصل على أعلى مبيعات في تايوان وثم أطلقت ألبومها الثاني من إنتاج وورنر باسم Amphibian في 2005 وفازت عنده بجائزة ميلودي الذهبية لأفضل فنانة في تايوان، في 2006 أطلقت تجميع T-time مع وورنر، في 2007 أطلقت ألبوم Goodbye and Hello واحتل المرتبة السابعة لجائزة أفضل ألبوم في تايوان وبواسطته فازت أيضاً بجائزة أفضل فنانة ومنتجة موسيقية مندرانية، كما أنها فازت بجوائز أخرى من بلدها سنغافورة.
تانيا كتبت وأنتجت أيضاً أغاني لعدة مغنيين مثل جيجي ليونغ وفش ليونغ وفاييه وونغ وستيفاني سن وفالين سو وكارين موك وأي مي وسامي تشينغ وساندي لام وفرقة إس . إتش . إي وريني ليو وتايغر هوانغ ونا يينغ وجوناثان لي.
في 2009 أطلقت ألبوم If You See Him وأصبح من ضمن أفضل 10 ألبومات مندرانية في 2009 وخصوصاً في هونغ كونغ، فحصلت على عدة جوائز من هناك.
في 2011 أطلقت ألبوم Sing It Out of Love وكان به أغنية Just Say So فحصلت على جائزة ميلودي الذهبية مرة أخرة لأفضل فنانة مندرانية، فكانت أول فنانة تفوز بهذه الجائزة 3 مرات.
في 2013 أطلقت ألبوم Angel & Devil (天使與魔鬼的對話) وترشحت لجائزة ميلودي الذهبية لأفضل مغنية مندرانية.

## روابط خارجية
- تانيا تشوا على موقع IMDb (الإنجليزية)
- تانيا تشوا على موقع ميوزك برينز (الإنجليزية)
- تانيا تشوا على موقع ديسكوغز (الإنجليزية)